# Château de Chatelars
Le château de Chatelars est situé à Meursac en Charente-Maritime.

## Historique
Un premier document daté de 1411 permet de faire remonter l'histoire de la terre de Châtelard, dont les seigneurs étaient des vassaux de ceux de Cozes, aux années 1360. 
À cette époque Perrinet de Chailly porte le titre de seigneur de Châtelard. Il laisse pour héritiers Raymond et Isabeau de Lyleau qui transmettent à leur tour Châtelard à Hélie du Gua qui en est propriétaire dès 1411. La famille Gua ou du Gua, qui conserve Châtelard pendant près de deux cent ans, se divise en deux branches. La branche aînée reste à Châtelard, tandis que le rameau cadet se fixe sur le fief de Mons, à Royan, où nait probablement le célèbre Pierre du Gua (né vers 1558 - mort au château d'Ardennes en 1628). 
Le dernier représentant de la branche de Châtelard, Antoine du Gua, meurt peu après 1591, si bien que le château échoit à sa sœur, Marie, épouse de Joseph de Montgaillard, seigneur de La Mothe, à Meursac, puis à la fille de ces derniers, Marie de Montgaillard, qui épouse Louis Joubert, seigneur de Chaillonnay, à Saujon (Charente-Maritime). 
Quelques années plus tard, Châtelard change à nouveau de lignage, après le mariage de Marie-Diane Joubert (1625 - 1683), héritière des terres de Chaillonnay et de Châtelard, épouse de René de Voyer de Paulmy, seigneur de Dorée, conseiller du roi au conseil d'état, l'un des fils cadets de Louis de Voyer, vicomte de Paulmy, gentilhomme ordinaire de la chambre du roi. Avec les Voyer de Paulmy, qui mènent une vie de cour, le château de Châtelard, est désormais le siège d'un domaine de rapport parmi d'autres, si bien qu'il est entretenu à minima. Marie-Diane Joubert, devenue gouvernante des enfants naturels du roi Louis XIV et de madame de Montespan, meurt à Versailles en 1683. Elle laisse trois garçons, morts sans descendance. 
En 1681, l'une de ses filles, Françoise Thérèse de Voyer de Dorée (en), fille d'honneur de la duchesse de Bourbon, parvient à séduire Louis XIV, dont elle devient l'une des éphémères maîtresses. Le château de Châtelard échoit à l'une des sœurs de cette dernière, Angélique de Voyer, mariée avec Michel-Antoine Tambonneau (1636-1719), envoyé extraordinaire du roi à Cologne, promu peu après ambassadeur en Suisse et reçu président de la chambre des comptes le 14 octobre 1684. 
À la suite de plusieurs successions complexes, Châtelard revient Guillaume-Egon Tambonneau, chanoine, prieur de Conflans-Sainte-Honorine. Après sa mort, il laisse une multitude d'héritiers indirects qui cèdent la terre de Châtelard, en 1753, à un petit seigneur local, Louis Daulnis, qui habite le château voisin de la Mothe-Meursac. 
Revenu à sa fille Jeanne, morte sans postérité, le domaine de Châtelard est acquis en 1810 par Jean-Baptiste Bigot, prêtre. Il meurt en 1841, laissant pour héritier l'abbé Pohu, lequel vend l'ancien château en 1885 à Marguerite-Thérèse Montaury. Mariée peu après avec Jean-Baptise-Emile Payen, c'est elle qui fait entreprendre la première grande campagne de restauration du château de Châtelard. 
La deuxième grande campagne de restauration, qui corrige certains excès de la première, est menée en 1929, sous la direction de Michel Bridet (1892-1955), un architecte formé à l'école régionale d'architecture de Lyon puis à l'école nationale des Beaux arts, auteur de l'église Saint-Yves des Quatre-Routes de La Courneuve, près de Paris. Il intervient alors pour le compte de Emile-Jacques-Marie-Louis Rouyer-Guillet (1896-1957), maire de Nieul-lès-Saintes, acquéreur du château de Châtelard en 1927 et petit-fils de Jacques-Philippe-Théodore Guillet (1833-1902), fondateur de la puissante maison de négoce en eaux-de-vie Rouyer-Guillet, installée sur les bords de la Charente, dans le quartier Saint-Vivien de Saintes. Enfin, une dernière campagne de restauration est entreprise en 1948 sous la houlette de l'architecte André Morisseau, pour effacer les traces laissées par l'occupation des troupes allemandes, en 1940-1941 puis en 1944, ainsi que celle laissées par le passage de l'armée française, du 1er décembre 1944 au 30 juin 1945.
L'immeuble est inscrit au titre des monuments historiques par arrêté du 19 septembre 2001.